# Halowe Mistrzostwa Europy w Lekkoatletyce 1973 – bieg na 3000 m mężczyzn
Bieg na 3000 metrów mężczyzn – jedna z konkurencji biegowych rozgrywanych podczas halowych lekkoatletycznych mistrzostw Europy w hali Ahoy w Rotterdamie. Eliminacje zostały rozegrane 10 marca, a bieg finałowy 11 marca 1973. Zwyciężył reprezentant Belgii Emiel Puttemans. Tytułu zdobytego na poprzednich mistrzostwach nie bronił Juris Grustiņš ze Związku Radzieckiego.

## Rezultaty

### Eliminacje
Rozegrano 2 biegi eliminacyjne, do których przystąpiło 21 biegaczy. Awans do finału dawało zajęcie jednego z pierwszych trzech miejsc w swoim biegu (Q). Skład finału uzupełniło dwóch zawodników z najlepszym czasem wśród przegranych (q).
Opracowano na podstawie materiału źródłowego.
Bieg 1
| Miejsce | Zawodnik             | Czas    | Uwagi |
| ------- | -------------------- | ------- | ----- |
| 1       | Emiel Puttemans      | 7:51,02 | Q     |
| 2       | Gert Eisenberg       | 7:52,54 | Q     |
| 3       | Pekka Päivärinta     | 7:53,68 | Q,    |
| 4       | Hartmut Bräuer       | 7:55,19 | q     |
| 5       | Bronisław Malinowski | 7:55,73 | q,    |
| 6       | Minniwasik Abdullin  | 7:56,82 |       |
| 7       | Jos Hermens          | 7:59,02 |       |
| 8       | Werner Meier         | 8:02,60 |       |
| 9       | John van der Wansem  | 8:05,07 |       |
| 10      | Willi Maier          | 8:11,84 |       |

Bieg 2
| Miejsce | Zawodnik             | Czas    | Uwagi |
| ------- | -------------------- | ------- | ----- |
| 1       | Willy Polleunis      | 7:59,69 | Q     |
| 2       | Egbert Nijstadt      | 8:00,29 | Q     |
| 3       | Władimir Zatonski    | 8:00,74 | Q     |
| 4       | Mikko Ala-Leppilampi | 8:02,04 |       |
| 5       | Hans-Dieter Schulten | 8:03,93 |       |
| 6       | Antonio Burgos       | 8:05,82 |       |
| 7       | Josef Jánský         | 8:06,78 |       |
| 8       | Michaił Żelew        | 8:09,06 |       |
| 9       | Jürgen Haase         | 8:09,32 |       |
| 10      | André Ornelis        | 8:14,35 |       |
| 11      | Michel Louette       | 8:27,41 |       |

### Finał
Opracowano na podstawie materiału źródłowego.
| Miejsce | Zawodnik             | Czas    | Uwagi |
| ------- | -------------------- | ------- | ----- |
| 1       | Emiel Puttemans      | 7:44,51 |       |
| 2       | Willy Polleunis      | 7:51,86 |       |
| 3       | Pekka Päivärinta     | 7:52,97 | NR    |
| 4       | Egbert Nijstadt      | 7:54,60 | NR    |
| 5       | Gert Eisenberg       | 7:55,09 |       |
| 6       | Władimir Zatonski    | 7:55,12 |       |
| 7       | Hartmut Bräuer       | 8:02,20 |       |
| 8       | Bronisław Malinowski | 8:07,08 |       |